# Spelende kinderen (Gerrit Bolhuis)

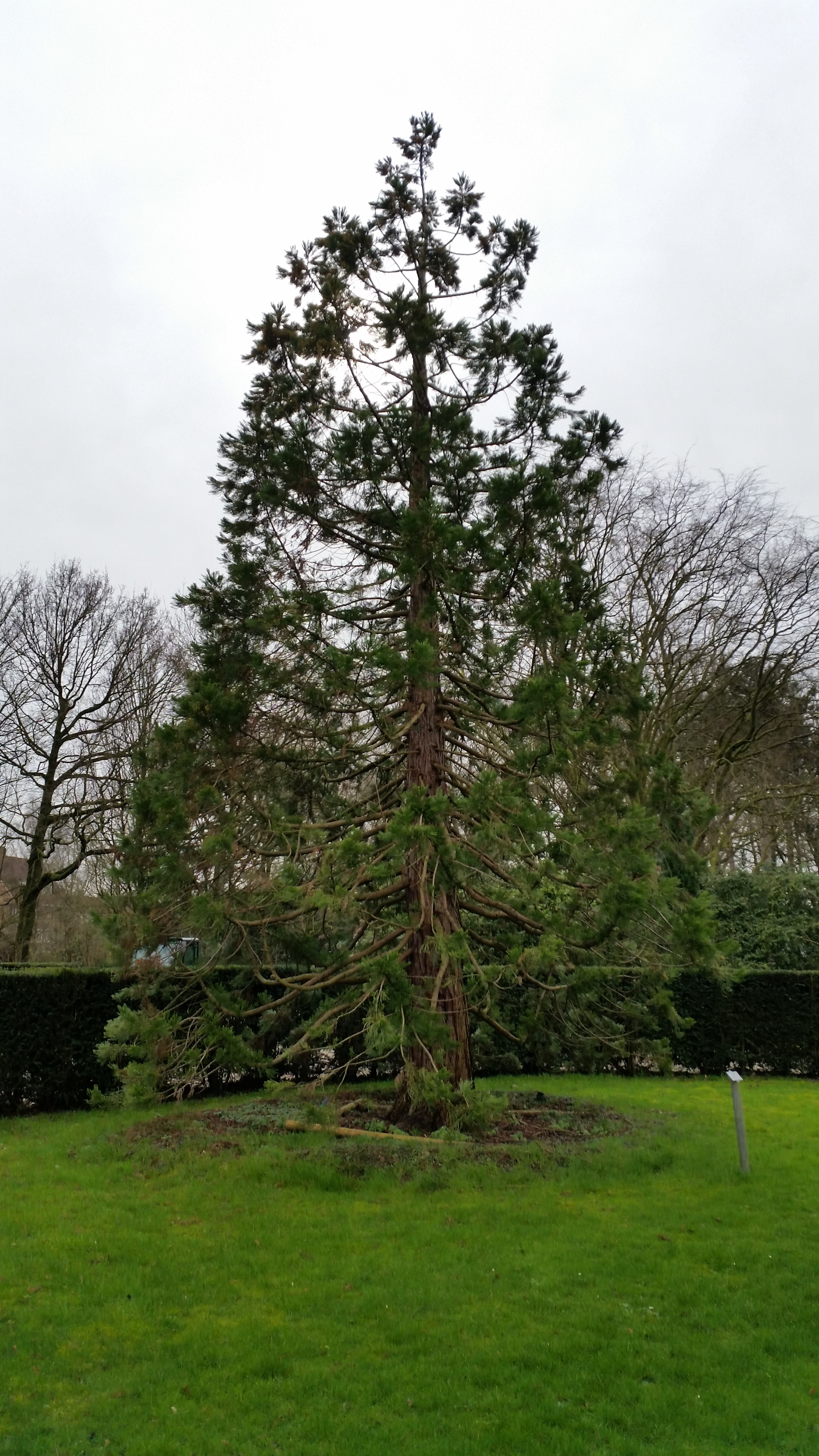
Monument Micha de Ruwe (februari 2020)

Spelende kinderen ook wel Kinderfiguren of De engeltjes is een artistiek kunstwerk in Amsterdam-Oost.
Kunstenaar Gerrit Bolhuis maakte voor begraafplaats De Nieuwe Ooster een beeldengroep. Die groep, door de begraafplaats aangeduid als Engelenbak, bestaat in basis uit zes zandstenen sokkels. Slechts vier sokkels zijn gevuld met bronzen beelden die geposeerd en gekleed zijn als engelen. De naam Engelenbak verwijst naar de plaats; ze staan in een verzonken laagte op de begraafplaats aangeduid als vak 70, alwaar geen graven (meer) liggen.    
De opdracht voor de beelden kwam in 1965 van de gemeente Amsterdam. In november 1967 werd de groep overgedragen aan de begraafplaats. Bolhuis probeerde het kinderspel in de beelden te vatten. Gezien de reactie van collega Mari Andriessen, hij was verrukt van de beeldengroep, is Bolhuis daarin geslaagd. De gemeente noemde het in hun persbericht een “symphonie van het leven”. Gieterij Binder en Schmidt uit Haarlemmerliede verzorgde het gietwerk; de Dienst Begraafplaatsen de sokkels.
De beelden wordt regelmatig behangen met allerlei siersels van kinderen. Gerrit Bolhuis ligt zelf met vrouw en kleinzoon elders begraven op deze begraafplaats; het graf is opgesierd met een beeld van hem.
De Nieuwe Ooster is de opvolger van de Oosterbegraafplaats. Op dat geruimde terrein werd later het Oosterpark aangelegd. Daar staat het beeld Bokkenrijder van Bolhuis. In dat park staat tevens Spelende kinderen van Gerda Rubinstein.
Aan de zuidzijde van vak 70 staat een Sequoiadendron giganteum, in 2017 geplant ter nagedachtenis van kunstenares Micha de Ruwe (1969-2017); de boom maakt deel uit van het Arboretum De Nieuwe Ooster. 